# إدغار بيرغن
إدغار بيرغن (بالإنجليزية: Edgar Bergen)‏ مواليد 16 فبراير 1903 في شيكاغو، الولايات المتحدة - الوفاة 30 سبتمبر 1978 في نيفادا، الولايات المتحدة، هو ممثل وكوميدي أمريكي بدأ مسيرته الفنية سنة 1922. فاز بجائزة بيبودي. امتدت مسيرته الفنية لأكثر من 56 عاما.

## روابط خارجية
- إدغار بيرغن على موقع IMDb (الإنجليزية)
- إدغار بيرغن على موقع الموسوعة البريطانية (الإنجليزية)
- إدغار بيرغن على موقع ألو سيني (الفرنسية)
- إدغار بيرغن على موقع ميوزك برينز (الإنجليزية)
- إدغار بيرغن على موقع ميوزك برينز (الإنجليزية)
- إدغار بيرغن على موقع تيرنر كلاسيك موفيز (الإنجليزية)
- إدغار بيرغن على موقع أول موفي (الإنجليزية)
- إدغار بيرغن على موقع قاعدة بيانات الأفلام السويدية (السويدية)
- إدغار بيرغن على موقع إن إن دي بي (الإنجليزية)
- إدغار بيرغن على موقع ديسكوغز (الإنجليزية)